# 住化プラステック
住化プラステック株式会社（すみかプラステック、Sumika Plastech Co., Ltd.）は、東京都中央区に本社を置く、住化グループの化学メーカーである。

## 事業所
- 東京 - 〒103-0016 東京都中央区日本橋小網町1-8
- 名古屋 - 〒461-0005 愛知県名古屋市東区東桜1-13-3
- 福岡 - 〒810-0001 福岡県福岡市中央区天神1-12-14
- 工場 - 〒321-0202 栃木県下都賀郡壬生町おもちゃのまち4-1-20

## 沿革
- 1997年 設立
- 1997年 営業開始
- 2003年 農業用特殊フィルム事業を三善加工株式会社に譲渡
- 2011年 住化プラステック栃木株式会社を吸収合併

## 取り扱い品目
- 産業資材部：サンプライ、スミパネル、スミセラー他
- 機能フィルム部 （粘着資材チーム）：カットエース、カットクリーン他
- 機能フィルム部 （アシスト・加飾シートチーム）：アシスト、加飾シート他